# Christiane Lillio
 (février 2017).
Christiane Lillio, née le 8 septembre 1950, est une reine de beauté française. Elle est élue Miss Saint-Étienne 1967, puis Miss France 1968, succédant ainsi à Jeanne Beck, Miss France 1967. 
Elle est, depuis 2011, la présidente du comité Miss Prestige National, renommé Miss Excellence France en 2019.

## Biographie

### Famille et enfance
Christiane Lillio est née au Maroc en 1950. En 1958, sa famille (ses parents, ses 13 frères et sœurs) et elle reviennent en France et s'installent dans la Loire d'où son père est originaire.
Son père était responsable d'un magasin en électroménager de la marque Frigidaire, sa mère s'occupait des quatorze enfants.

### Miss Saint-Étienne
Des voisins ont inscrit Christiane à l'élection de Miss Saint-Étienne 1967, sans la prévenir. Elle a alors seize ans et l'allure d'un garçon manqué. Le comité des fêtes l'a prise en main, lui a appris à s'habiller, à se maquiller, à poser[réf. souhaitée].
Christiane obtient en 1967 le titre de Miss Saint-Étienne qui la qualifie pour l'élection de Miss France 1968.

## Miss France 1968

### Élection
Le 31 décembre 1967, Christiane Lillio, dix-sept ans est élue Miss France 1968 au casino d'Uriage, à Grenoble (Isère).

### Année de Miss France
Elle devient l'amie de Monsieur et Madame de Fontenay.
Durant son année de Miss France, elle ne participera ni à Miss Monde, ni à Miss Univers, ni à Miss International, ni à Miss Europe. Elle est remplacée par une autre miss représentant la France[pourquoi ?] dans chaque  concours[réf. souhaitée]. Sa deuxième dauphine Elisabeth Cadren se classera dans le top 15 de l'élection de Miss Univers 1968 se déroulant aux États-Unis.
Le 31 décembre 1968, elle transmet son titre de Miss France à Suzanne Angly, Miss Alsace élue Miss France 1969.

## Activités post-Miss France

### Télévision
En 1983, Christiane Lillio, Véronique Fagot (Miss France 1977) et Sabrina Belleval (Miss France 1982) sont  interviewées à la télévision. Elles expliquent qu'elles ont refusé les sollicitations de photographes pour poser dans des magazines de charme. Cette archive a été diffusée dans le documentaire Miss France, la soirée d'une vie diffusé après l'élection de Miss France 2012 sur TF1, Il était une fois... Miss France en novembre 2013 et Miss France, le rêve d'une vie après l'élection de Miss France 2016 sur TF1[pertinence contestée]. Elle a également participé à l'émission Vis ma vie (séquence « Vis ma vie de tatoueur ».

### Participation au comité Miss France
Restée proche de Geneviève de Fontenay[réf. souhaitée], Christiane Lillio fait partie du comité Miss France durant plusieurs années[réf. souhaitée]. Elle crée un comité régional en 1989 et devient délégué régionale, organisant les galas en régions et les élections des Miss.
Le 13 décembre 1998, le magazine de la rédaction de TF1 Reportages consacre un portrait à Christiane Lillio, ainsi qu'à trois autres anciennes Miss France, Christiane Sibellin (Miss France 1965), Jeanne Beck (1967) et Valérie Claisse (1994). Dans ce document intitulé Miss France, et après ? de Tania Faure et Patrick Delporte, Christiane évoque son parcours et ses activités au sein du comité Miss France[pertinence contestée].

## Présidente du comité Miss Prestige National puis Excellence France
Christiane Lillio est, depuis novembre 2011, la présidente du comité Miss Prestige National (tout d'abord nommé Miss Nationale, puis devenu Miss Excellence France à partir de 2019, concours concurrent du concours Miss France créé par Geneviève de Fontenay en octobre 2010, à la suite de la démission de celle-ci du comité Miss France en avril 2010. Geneviève de Fontenay ne peut pas être la présidente du comité à cause d'une clause de non-concurrence mais en est toutefois la présidente d'honneur. Christiane Lillio est chargée d'accompagner les délégations régionales et organise l'élection annuelle. En janvier 2016, Geneviève de Fontenay quitte le comité Miss Prestige National, « ne se sentant plus dans son élément dans cette société » et critiquant Christiane Lillio, la présidente du Comité.